# Szinkrotron

A tárológyűrűk szerkezete

A szinkrotron a részecskegyorsítók egyik fajtája. Míg a ciklotronban állandó mágneses teret használnak és állandó frekvenciájú elektromos teret, addig a szinkrotronban mindkettőt úgy változtatják, hogy a részecske pályája állandó sugarú legyen. Ennek hatására sokkal kisebb térben kell mágneses teret létrehozni, különálló mágnesek is használhatóak.
Két fontosabb típusa a gyengén fókuszáló szinkrotron, amelyben a kerület mentén a mágneses tér lényegében változatlan, kifelé kissé csökken a B-vektor értéke (pozitív mágneses térindex). Nagy kerület esetén ezekben a részecskék eltérése a tervezett pályától igen nagy lehet.
Az erősen fókuszáló szinkrotronok esetén a kerület mentén a mágneses tér változik, egymást követően egyszer kifelé növekvő, majd kifelé csökkenő B-tér található. (Váltakozik a negatív és pozitív mágneses térindex, ezért ezt váltakozó gradiensűnek is nevezik, angol rövidítéssel AG). Ekkor a részecskék kitérése jelentősen lecsökken.
Részecskefizikai kísérletek esetén gyakran keringetnek egymással szemben kétféle részecskenyalábot, amelyet a detektorokban egymást metsző pályára állítanak. Ezt a változatot ütköztetőgyűrűnek is nevezzük. Pár példa a CERN-ből:
- 1989 és 2000 között elektront ütköztetett antirészecskéjével, pozitronnal a nagy elektron-pozitron ütköztetőgyűrű, a LEP
- 2008-tól protonokat ütköztet protonokkal a nagy hadronütköztető-gyűrű, az LHC
- 1981 és 1984 között protont ütköztetett antiprotonnal a szuper protonszinkrotron, az SPS

A tárológyűrűk olyan szinkrotronok, amelyben valamely részecskét tartosan lehet felgyorsított állapotban tárolni. Ilyenek a már említett ütköztetőgyűrűk is. Ilyen az antiproton összegyűjtésére szolgáló korábbi szinkrotron, a LEAR (alacsony energiás antiprotongyűrű).

## Mitől függ a végenergia?
A részecskéket itt egy légüres csőben gyorsítják, amelyet kör alakúra hajlítanak. Mennél nagyobb a létrehozható  mágneses tér és a kör sugara, annál nagyobb energiára (sebességre) gyorsíthatjuk a részecskéket. Elektronok gyorsítása esetén azonban van egy másik korlátozó tényező is: a szinkrotronsugárzás, amely révén a gyorsuló töltött részecskék energiát veszítenek, miközben sugároznak. (Azonos mozgási energiájú, nagyobb tömegű részecskénél a hatás kisebb.) Emiatt van egy korlát: nem igazán lehet a LEP-énél nagyobb energiára (106 GeV) gyorsítani elektront körkörös gyorsítóval, csak rendkívül (több tíz kilométer) hosszú lineáris gyorsítóval.